# Percival Lowell
| Odkryte planetoidy: 1 | Odkryte planetoidy: 1 |
| --------------------- | --------------------- |
| (793) Arizona         | 9 kwietnia 1907       |

Percival Lawrence Lowell (ur. 13 marca 1855 w Bostonie, zm. 12 listopada 1916 we Flagstaff) – amerykański przedsiębiorca, pisarz, matematyk i astronom amator, który był przekonany o istnieniu kanałów na Marsie. Ufundował obserwatorium astronomiczne (nazwane Obserwatorium Lowella) we Flagstaff w stanie Arizona i zapoczątkował starania, które doprowadziły do odkrycia Plutona 14 lat po jego śmierci. Wybór nazwy i symbolu () tej karłowatej planety był częściowo spowodowany jego inicjałami: PL. Odkrył jedną planetoidę.

## Życiorys
Percival Lowell, potomek rodziny Lowellów z Bostonu, był bratem A. Lawrence’a, rektora Uniwersytetu Harvarda, i poetki Amy, zdobywczyni Pulitzera.
W 1872 r. Percival Lowell ukończył Noble i Greenough School, a w 1876 roku Uniwersytet Harvarda z wyróżnieniem w dziedzinie matematyki. Podczas ceremonii rozdania dyplomów wygłosił bardzo śmiałe jak na owe czasy przemówienie, wysuwając tzw. „hipotezę mgławicy”. Wkrótce potem został uhonorowany doktoratem honoris causa Amherst College i Clark University.
W latach osiemdziesiątych Lowell podróżował na Daleki Wschód. W sierpniu 1883 r. pełnił funkcję radcy specjalnego misji dyplomatycznej Stanów Zjednoczonych w Korei. Spędził także długi okres w Japonii, pisząc książki o japońskich religiach, psychologii i zachowaniu. Książki autorstwa Percivala Lowella to Noto (1891) i Occult Japonia (1894); ta ostatnia jest owocem jego trzeciej i ostatniej podróży do tego regionu. Najpopularniejsza książka Lowella o Oriencie to Dusza Dalekiego Wschodu (1888) zawierająca syntezę jego poglądów. Lowell uważał, że postęp ludzkości zależy od takich cech jak indywidualizm i wyobraźnia.
W 1892 r. został wybrany do American Academy of Arts and Sciences. Od 1893 r. poświęcił się badaniom astronomicznym. Dzięki swemu bogactwu i wpływom założył obserwatorium, które nosi jego imię.
Wybuch I wojny światowej stanowił cios dla Lowella, który był zdeklarowanym pacyfistą. Wydarzenie to oraz niepowodzenia w pracy naukowo-badawczej – przede wszystkim ostra krytyka jego koncepcji dotyczących kanałów na Marsie ze strony środowiska astronomicznego – przyczyniły się do pogorszenia jego zdrowia i w końcu do śmierci z powodu udaru w dniu 12 listopada 1916 roku.

## Nagrody i wyróżnienia
W 1904 roku przyznano mu nagrodę Prix Jules-Janssen.
Jego nazwiskiem nazwano planetoidę (1886) Lowell, krater na Księżycu i na Marsie.